# Vanyar

Esquema básico racial de los elfos de J. R. R. Tolkien.

Los Vanyar (singular: Vanya) son uno de los clanes ficticios en los que se dividen los elfos dentro del legendarium creado por el escritor británico J. R. R. Tolkien. Fue el primer grupo de los eldar que viajó al oeste desde Cuiviénen, conducidos por su rey, Ingwë. 
Vanyar significa ‘los hermosos’ en quenya, nombre que hace referencia a los cabellos dorados de estos elfos. También fueron llamados minyar, ‘los primeros’, y «elfos de la luz». 
Los vanyar son descendientes de Imin, el primer elfo que despertó en Cuiviénen, y su esposa Iminyë, y de otras seis parejas de elfos que despertaron con ellos. Tras la Gran Marcha de los Elfos, siempre permanecieron con los valar en Aman y solo regresaron a la Tierra Media para participar en la Guerra de la Cólera, junto con el ejército de los valar y Finarfin, al mando de los noldor que no habían abandonado la Tierra Bendecida. Esta es la única intervención conocida de los vanyar en la historia de la Tierra Media.

## Vanyar destacados
- Ingwë, rey supremo de los Vanyar.
- Indis, pariente cercana de Ingwë y segunda esposa de Finwë, rey de los Noldor.
- Amarië, mencionada como la amante del noldo Finrod.
- Elenwë, hija de Ingwion y esposa de Turgon.

## Otros personajes con sangre vanya
- Fingolfin y Finarfin son vanyar por el lado de Indis, su madre.
- Idril hija del rey noldo Turgon es una vanya por el lado de su madre Elenwë (por ella el linaje sagrado llegó a los hombres).
- Se dice que los hijos de Finarfin, al igual que él, fueron los únicos noldor que tenían los cabellos dorados y el semblante de los vanyar, eso se podría confirmar con Finrod el Hermoso, y, más aún, con Galadriel, la más hermosa de la casa de Finwë.
- Se cree también que Glorfindel, un príncipe noldo provenía del linaje de los vanyar, por sus dorados cabellos y su semblante de luz.